# 阿聯酋航空車隊
阿聯酋航空車隊（UAE Team Emirates，UCI隊碼：UAD）是一支阿聯酋公路自行車隊。該車隊于2013—2016年间用名藍波美利達（Lampre Merida），藍波是義大利預製鋼材的製造商，美利達為台灣自行車製造商。

## 外部連結
- 官方网站